# 亡霊学級
『亡霊学級』（ぼうれいがっきゅう）は、つのだじろうによる日本の漫画作品、およびそれを原作としたビデオ作品。

## 概要
『週刊少年チャンピオン』（秋田書店）において、1973年に夏休み企画として不定期で連載された。全5話。単行本はチャンピオンコミックス（ISBN 4253030165）、秋田コミックスセレクト（ISBN 4253108555）、秋田文庫（ISBN 4253172946）としてそれぞれ全1巻で発売されている。
現代の日本を舞台にした恐怖漫画。日本特有の怪談話、都市伝説のような話を元に、実際に身近で起こりそうなリアリティを持たせて描いている。また、食事の前後に読まない方が良いほどの気持ちの悪い話も含まれている。
1996年、1997年に実写版のオリジナルビデオが製作されている。
本作の反響を受けて開始した『うしろの百太郎』（『週刊少年マガジン』（講談社）連載）がヒットし、1970年代当時の社会現象ともいえるオカルトブームが盛況となった。これを知った週刊少年チャンピオン編集長の壁村耐三は、「うちでやったものを講談社に出すとは何事か」と食って掛かり、つのだは仕方なく秋田書店でも『恐怖新聞』の連載を始める事になる。

## あらすじ・登場人物

### 第一話 ともだち
石原洋一（いしはら よういち）
三田夕子（みた ゆうこ）
守部八重子（もりべ やえこ）

### 第二話 虫
青野武志（あおの たけし）
山田（やまだ）

### 第三話 水がしたたる
山崎忠男（やまざき ただお）
水野先生（みずのせんせい）
ーーーーーーーーーーーーーーーーーーーーーーーーーーーーー
「亡霊学級」は、以上３話だけです。
「手」「猫」「赤い海」は、単行本出版のページ調整で追加された
どうでもいい話です。念のため　（つのだじろう本人訂正。）
ーーーーーーーーーーーーーーーーーーーーーーーーーーーーー

### 第四話 手
中島（なかじま）
熊本（くまもと）

### 第五話 猫
猫塚タマ（ねこづか タマ）

## 単行本収録エピソード
- 少年チャンピオン・コミックス版

亡霊学級「ともだち」「虫」「水がしたたる」「手」「猫」
短編「赤い海」
- 秋田コミックスセレクト版

亡霊学級「ともだち」「虫」「水がしたたる」「手」「猫」
恐怖新聞「生きていたモナリザ」「除霊（白の頁）」
短編「金色犬」「赤い海」

## 映画
- 『亡霊学級』（オリジナルビデオ）
  - 1996年製作。
  - 設定は完全オリジナルで、漫画『亡霊学級』を偶然拾って以来、原作漫画の内容通りに巻き起こる怪異に翻弄される主人公の恐怖を描いている。
  - 製作：池田哲也
  - 監督：鶴田法男
  - 原作：つのだじろう
  - 脚本：小川智子、鶴田法男
  - 撮影：藤石修
  - 録音：土屋和之
  - 音楽：尾形真一郎
  - 出演者：宮澤寿梨（目黒ユリ）、ひし美ゆり子（ユリの母）、石橋けい（石丸ミワコ）、水上竜士（館山道隆）、沢入しのぶ（須藤アヤ）、長坂しほり（女教師）、黒沢清（映像処理助教授）、鹿野寛子、つのだじろう
- 『亡霊学級～少女の戦慄』（オリジナルビデオ）
  - 1997年製作。
  - 原作とは全く関連がない完全オリジナル作品。
  - 監督：サトウトシキ
  - 原作：つのだじろう
  - 脚本：小川智子
  - 撮影：西久保維宏
  - 録音：土屋和之
  - 音楽：尾形真一郎
  - 出演者：関野沙織、つぐみ、ヨースケ、速水典子、石橋けい、宮田早苗